# تفاح حرجي
تفاح حرجي (الاسم العلمي:Malus sylvestris) هو نوع من النباتات يتبع جنس التفاح من الفصيلة الوردية.